# Hyuk

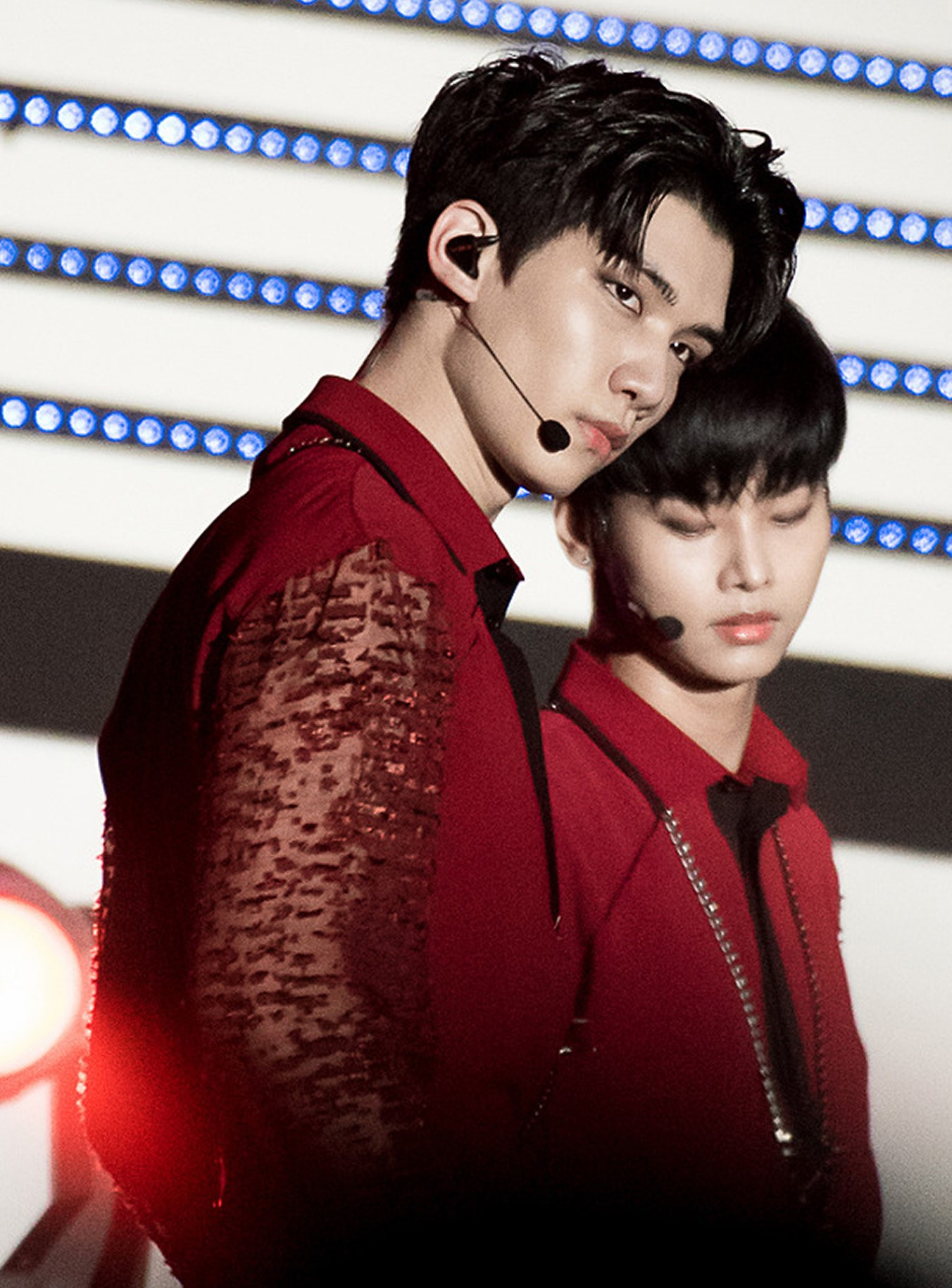
Hyuk (2016)

Han Sang-hyuk (kor. 한상혁; * 5. Juli 1995 in Daejeon, Südkorea), besser bekannt als Hyuk (kor. 혁), ist ein südkoreanischer Sänger und Schauspieler, der bei Jellyfish Entertainment unter Vertrag steht. Hyuk hatte sein Debüt im Mai 2012 als Mitglied der südkoreanischen Boygroup VIXX und begann seine Schauspielkarriere 2016 in dem Comedy-Action Film Chasing als Han Won-tae.

## Privates
Hyuk ist in Daejeon, Südkorea geboren und aufgewachsen und hat zwei ältere Schwestern. Er hat an der Hanlim Multi Art School und dem Dong-Ah Institute of Media and Arts studiert.

## Karriere
Siehe auch: VIXX

### 2012–2013: Debüt mit VIXX
Hyuk war einer von zehn Auszubildenden, die in die Mnet-Realityshow MyDOL gewählt wurden, und wurde Teil der finalen Endaufstellung der neuen Boygroup VIXX. Die Gruppe hatte mit Super Hero am 24. Mai 2012 auf M! Countdown ihr Debüt.
2013 war Hyuk zusammen mit VIXX in Episode 4 des SBS TV-Dramas The Heirs – Highschool der Superreichen zu sehen.

### 2014–2015: TV-Shows
2014 hatte Hyuk zusammen mit Leo einen kleinen Cameo-Auftritt in dem SBS TV-Drama Glorious Day und war Teil der Besetzung der SBS Show Law of the Jungle in Brazil. Im selben Jahr war Hyuk Teil der Besetzung der MBC Every 1 TV-Show Hitmaker, in der er der Leader, der von Jung Hyung Don und Defconn gegründeten Projekt Gruppe Big Byung wurde. Mitglieder der Gruppe waren außerdem N, Jackson aus der Boygroup Got7 und Sungjae aus der Boygroup BtoB. Unter dem Künstlernamen Hyuk-di veröffentlichte er mit der Gruppe die beiden Singles „Stress Come On“ und „Ojingeo Doenjang“ (Hangul: 오징어 된장).
Am 21. Oktober 2015 wurde eine von Hyuk aufgenommene Coverversion des Jeff Bernat Songs „Call You Mine“ auf dem offiziellen YouTube Channel von VIXX veröffentlicht. Kurz darauf durfte er den Song auf den VIXX LIVE FANTASIA UTOPIA Concerts live performen.

### 2016-Heute: Schauspieldebüt
2015 wurde bekannt gegeben, dass Hyuk sein Schauspieldebüt 2016 in dem Comedy-Action Film Chasing als Han Won-tae an der Seite von Kim Jung-tae und Kim Seung-woo, und unter der Regie von Oh In Cheon machen wird. In dem Film spielt er einen rebellischen Anführer einer furchtlosen High School Gang. Der Film lief am 7. Januar 2016 in den südkoreanischen Theatern an. Für seine Arbeit in Chasing, wurde Hyuk bei dem Shanghai International Film Festival 2016 mit dem Best Action Movie New Performer Award ausgezeichnet.
Am 13. Februar 2016 veröffentlichte Hyuk, als Valentinstagsgeschenk für seine Fans, eine Coverversion des Justin-Bieber-Songs „Love Yourself“ auf dem offiziellen YouTube Channel von VIXX.

## Diskografie

### EPs
| Jahr | Titel                       | Höchstplatzierung, Gesamtwochen, AuszeichnungChartsChartplatzierungen (Jahr, Titel, Platzierungen, Wochen, Auszeichnungen, Anmerkungen) | Anmerkungen                             |
| Jahr | Titel                       | KR | Anmerkungen                             |
| ---- | --------------------------- | --- | --------------------------------------- |
| 2018 | Winter Butterfly (겨울나비) | KR5 (4 Wo.)KR | Erstveröffentlichung: 18. Dezember 2019 |

### Zusammenarbeiten
| Jahr | Titel Album                      | Höchstplatzierung, Gesamtwochen, AuszeichnungChartsChartplatzierungen (Jahr, Titel, Album, Platzierungen, Wochen, Auszeichnungen, Anmerkungen) | Anmerkungen                                                         |
| Jahr | Titel Album                      | KR | Anmerkungen                                                         |
| ---- | -------------------------------- | --- | ------------------------------------------------------------------- |
| 2014 | Stress Come On –                 | — | Erstveröffentlichung: 2014 mit N, Jackson und Sungjae als Big Byung |
| 2015 | Ojingeo Doenjang (오징어 된장) – | — | Erstveröffentlichung: 2015 mit N, Jackson und Sungjae als Big Byung |

### Beiträge für Soundtracks
| Jahr | Titel Album                          | Höchstplatzierung, Gesamtwochen, AuszeichnungChartsChartplatzierungen (Jahr, Titel, Album, Platzierungen, Wochen, Auszeichnungen, Anmerkungen) | Anmerkungen                |
| Jahr | Titel Album                          | KR | Anmerkungen                |
| ---- | ------------------------------------ | --- | -------------------------- |
| 2019 | GoodBye My Father Happy Together OST | — | Erstveröffentlichung: 2019 |
| 2019 | You, Me and Dream The Great Show OST | — | Erstveröffentlichung: 2019 |

### Songwriting
| Jahr | Titel     | Album                    | Künstler | Aufgabe   |
| ---- | --------- | ------------------------ | -------- | --------- |
| 2016 | Milky Way | VIXX 2016 Conception Ker | VIXX     | Co-Texter |

## Filmografie

### Filme
| Jahr | Titel   | Rolle       | Anmerkungen                                                                                            |
| ---- | ------- | ----------- | --- |
| 2016 | Chasing | Han Won-tae | Hauptrolle, gewann den Best Action Movie New Performer Award beim Shanghai International Film Festival |

### Fernsehen
| Jahr | Titel                       | Sender      | Anmerkungen                                  |
| ---- | --------------------------- | ----------- | -------------------------------------------- |
| 2014 | Hitmaker                    | MBC Every 1 | Cast-Mitglied als Hyuk Di                    |
| 2014 | Law of the Jungle in Brazil | SBS         | Cast-Mitglied (Brazil edition)               |
| 2015 | Hitmaker Season 2           | MBC Every 1 | Cast-Mitglied als Hyuk Di                    |
| 2015 | Weekly Idol                 | MBC Every 1 | Gast mit Big Byung & Chamsonyeo, Episode 187 |
| 2015 | Weekly Idol                 | MBC Every 1 | Co-Moderation, Episode 220                   |

### Musikvideo-Auftritte
| Jahr | Musikvideo       | Artist(en)                                                       |
| ---- | ---------------- | ---------------------------------------------------------------- |
| 2014 | Stress Come On   | Big Byung: N (VIXX), Hyuk (VIXX), Jackson (GOT7), Sungjae (BtoB) |
| 2015 | Ojingeo Doenjang | Big Byung: N (VIXX), Hyuk (VIXX), Jackson (GOT7), Sungjae (BtoB) |

## Awards und Nominierungen
| Jahr | Award                                | Kategorie                       | Nominierte Arbeit | Resultat |
| ---- | ------------------------------------ | ------------------------------- | ----------------- | -------- |
| 2016 | Shanghai International Film Festival | Best Action Movie New Performer | Chasing           | Gewonnen |